# Edgardo Baudilio Díaz
Edgardo Baudilio Díaz Del Valle (San Juan, Argentina; 20 de octubre de 1988) es un futbolista argentino. Juega como lateral por izquierda y su primer equipo fue San Martín de San Juan. actualmente se encuentra en Argentino de Monte Maíz del Torneo Federal A de Argentina.

## Trayectoria
Comenzó su carrera en  San Martín de San Juan. En 2010 estuvo 6 meses en Atlético Trinidad donde tuvo una estupenda actuación realizando 10 goles. Donde se puso a la mira de diversos equipos, al comienzo del 2011 Diaz fue fichado en Unión Temuco cuyo propietario el chileno Marcelo Salas .

## Clubes
| Club                          | País      | Año       |
| ----------------------------- | --------- | --------- |
| San Martín de San Juan        | Argentina | 2008-2010 |
| Trinidad de San Juan          | Argentina | 2010      |
| Unión Temuco                  | Chile     | 2011      |
| Naval                         | Chile     | 2012      |
| Kecskeméti TE                 | Hungría   | 2013      |
| Unión de Villa Krause         | Argentina | 2013-2014 |
| San Martín de Tucumán         | Argentina | 2014      |
| Deportivo Maipú               | Argentina | 2015      |
| Chaco For Ever                | Argentina | 2016-2018 |
| Juventud Unida de San Luis    | Argentina | 2018-2019 |
| Güemes de Santiago del Estero | Argentina | 2019-2020 |
| Deportivo Maipú               | Argentina | 2020-2022 |
| Sportivo Las Parejas          | Argentina | 2022-2023 |
| Ciudad Bolívar                | Argentina | 2023-2024 |
| Argentino de Monte Maíz       | Argentina | 2025-act. |

## Palmarés
| Título                        | Club                  | País      | Año  |
| ----------------------------- | --------------------- | --------- | ---- |
| Ascenso a la Primera Nacional | Deportivo Maipú       | Argentina | 2021 |
| Ascenso al Federal A          | Unión de Villa Krause | Argentina | 2014 |